# Leanne Holiday
Leanne Marie Holiday-Savage, es un personaje ficticio de la serie de televisión Hollyoaks, interpretado por la actriz Jessica Forrest desde el 10 de septiembre del 2010 hasta el 21 de octubre del 2013.

## Biografía
Cuando Leanne descubre que pasó sus exámenes y que podía empezar la universidad decide mudarse a la villa de Hollyoaks junto a su novio Lee Hunter, poco después van a un festival de música pero cuando Lee le dice que para quedarse en el festival gratis debían de trabajar Leanne decide irse. Lee lleva a Leanne a un hotel donde planea proponerle matrimonio, sin embargo sus intentos fracasan cuando Leanne no se impresiona por la habitación del hotel y deciden irse. Cuando piensa que Lee terminó con ella Leanne decide mudarse a la villa y estando ahí le llama a David "Bombhead" Burke, el mejor amigo de Lee y le explica que el incidente fue un malentendido, cuando Burke le pregunta si Lee ya le había propuesto matrimonio se queda sorprendida, luego Lee finalmente se lo propone y ella acepta.
Cuando Leanne escucha a Jem Costello llamarla aburrida decide besar a Doug Carter y Leanne lo besa nuevamente después de haberse peleado con Lee, cuando Lee le dice que había besado a Amy Barnes, Leanne lo perdona sin embargo cuando se da cuenta de que Lee estaba pasando mucho tiempo con Amy decide comenzar a organizar los planes de su boda. Cuando Lee se da cuenta de que está enamorado de Amy decide terminar su relación con Leanne, lo que la deja destrozada.
Después de que Amy fuera hospitalizada luego de estar en un incendio Leanne pretende que va a ir a visitarla y cuando regresa le da una carta a Lee supuestamente escrita por Amy en donde ella terminaba su relación con él, esto ocasiona que ella y Lee regresaran, cuando Leanne finalmente le dice a Lee que había beso a Doug él la perdona.
El día de su boda Amy anuncia que ella nunca escribió la carta y se revela que la carta había sido escrita por Leanne, Lee decide no casarse y termina su relación con Leanne y le dice a Amy que la ama. Leanne decide no renunciar a Lee y decide cambiar el curso de su universidad para estar más cerca de él, sin embargo él hace todo por evitarla. Cuando ve una campaña publicitaria de Amy y Lee se enfurece y finge una lesión en el tobillo y luego miente diciéndole a Lee que Amy la había atacado, poco después Leanne rompe el anuncio y reporta a Amy a la policía, Amy niega haberla atacado y es apoyada por un testigo. Cuando Leanne va a una de las filmaciones de un anuncio de televisión de Lee y Amy, él le dice que no le creía sobre el ataque, molesta empuja a Lee quien cae por la pista de esquí.
Poco después cuando Lee y Amy comienzan una relación Leanne comenzar a salir con Jamil Fadel sólo para darle celos a Lee pero cuando se da cuenta de que eso no funciona va a buscar a Amy y durante la discusión Leanne se tira intencionalmente por las escaleras y luego le dice a Lee y Jamil que Amy la había empujado.
Leanne reporta nuevamente a Amy a la policía y presenta cargos por agresión en su contra, por lo que Amy es arrestada lo que deja feliz a Leanne, cansada de los problemas que ocasionaba Leanne por su relación con Lee, Amy decide terminarla. Poco después Leanne decide retirar su declaración en contra de Amy esperando que eso la ayudara a reconciliarse con Lee, pero cuando él se da cuenta de que Leanne había mentido nuevamente sobre el asalto se aleja de ella.
Después de terminar su primer año de universidad Leanne se muda con Doug e Ethan Scott, más tarde intenta comenzar nuevas relaciones con otras personas pero ninguna resulta y en el 2012 termina teniendo breves relaciones con los jóvenes Louis Souyaye, Danny Lawrence y Matt Gill todos miembros de la banda "Daytona Lights".
Poco después comienza a salir con Dennis sólo porque le gusta la atención y el cariño que él le demuestra; cuando su amigo Doug le pide que la ayude haciéndose pasar por su prometida para que sus padres no se enteren que él tenía una relación con Ste Hay aunque al inicio no está segura acepta, sin embargo durante la ceremonia Doug finalmente le revela a sus papás la verdad sobre su relación con Ste y cuando Dennis le propone matrimonio ella acepta y participan en una boda falsa, sin embargo poco después Leanne le dice a Dennis que no está enamorada ni quiere iniciar una relación con él, lo que lo deja destrozado y Dennis decide irse de la villa.
Leanne comienza a tener sentimientos por Will Savage el prometido de su mejor amiga Texas Longford, cuando Leanne comienza a darse cuenta del comportamiento errático de Will y de que había estado acosando y manipulando a Texas lo amenaza con contarle a su amiga, por lo que Will decide distraerla y la besa.
En mayo del 2013 Texas muere el día de su boda luego de que fuera empujada por una ventana por su prometido Will sin embargo Will decide incriminar a Leanne por la muerte de Texas y es arrestada y llevada a la cárcel, pero cuando Dennis regresa a la villa y se entera de lo sucedido confía en que Leanne no es responsable del asesinato y decide demostrar su inocencia, cuando la madre de Will, Anna Savage llega a la villa y se entera del asesinato de Texas decide echarse la culpa del asesinato para que Leanne quedara libre.
Después de ser liberada Leanne le dice a Dennis que lo ama y cuando él le propone matrimonio Leanne acepta. Cuando su amigo Ste Hay tiene que ir a la corte Leanne se ofrece para cuidar a sus hijos Leah y Lucas Hay, pero Leah escucha a Leanne diciéndole a Dennis que Ste había ayudado a su mamá Pauline Hay a morir, esto ocasiona que Leah salga corriendo de la casa y cuando Leanne se da cuenta de que Leah está desaparecida se asusta, sin embargo Doug la encuentra, la lleva a salvo a su casa y le dice que su papá la ama y que nunca la lastimaría.
En octubre del 2013 cuando Leanne descubre que sus amigos Doug Carter y Ste Hay han decidido irse les hace una fiesta de despedida, sin embargo ese mismo día cuando Leanne descubre que a su prometido Dennis le habían pagado Theresa McQueen y Marlena McQueen para robar en su casa y que el anillo que Dennis le había dado era el anillo robado de Myra McQueen se enfurece y decide terminar con Dennis e irse, pero cuando Leanne descubre un libro en donde Dennis había escrito 10 cosas por las cuales amaba a Leanne cambia de parecer. Más tarde ese día una explosión ocurre en el lugar de la fiesta de Doug y Ste, lo que deja a varios residentes de Hollyoaks muertos y otros heridos, los paramédicos encuentran un cuerpo y descubren que es el de Leanne cuando es llevada a la ambulancia Leanne le dice a Dennis que lo ama y que quiere casarse con él antes de que dejara de respirar. 
En el hospital los doctores le dicen a Dennis que Leanne moriría debido a una hemorragia que tenía en el cerebro causada por la explosión, quien le da la noticia a Leanne y le dice que se casará con ella en el hospital, Leanne no sabe que su amigo Doug está muerte y cree que él la va a entregar, Dennis y Leanne se casan en el hospiotal y más tarde ese día Leanne muere luego de su cerebro comenzara a sangrar.